# 四条隆徳
四条 隆徳（しじょう たかのり、旧字体：四條 隆󠄁德、1907年（明治40年）4月3日 - 1977年（昭和52年）11月13日）は、日本の獣医師、政治家、華族。貴族院侯爵議員。

## 経歴
陸軍将校・四条隆愛、糸子（徳川慶喜十女）夫妻の長男として生まれる。父の死去に伴い1938年12月1日、侯爵を襲爵して貴族院侯爵議員に就任。火曜会に所属して1947年5月2日の貴族院廃止まで在任した。
1933年、東京帝国大学農学部獣医学科を卒業し、さらに同大学院を修了した。1935年以降、東京帝国大学嘱託、同大学農学部講師、獣医師試験委員などを務めた。墓所は多磨霊園(11-2-2)

## 著作
- 『馬のために』科学書院、1943年。
- 『家畜診療』実業教科書、1948年。
- 『家畜臨床検査手技』文永堂書店、1950年。